# Son of God
Pour plus de détails, voir Fiche technique et Distribution.
Son of God, ou Le Fils de Dieu au Québec, est un film américain sorti en 2014 ; il est tiré de la mini-série La Bible.

## Synopsis
Jean, dernier survivant des apôtres du Christ, vit en exil et raconte l’histoire de Jésus-Christ : sa vie, sa mort, sa résurrection.

## Distribution
Légende : V. Q. = Version Québécoise
- Diogo Morgado (V.F. : Damien Boisseau ; V. Q. : Yves Soutière) : Jésus
- Greg Hicks (V. Q. : Jean-François Blanchard) : Pilate
- Roma Downey (V.F. : Julia Boutteville) : Marie, mère de Jésus
- Adrian Schiller (V. F. : Gabriel Le Doze ; V. Q. : Antoine Durand) : Caïphe
- Darwin Shaw (V. Q. : Martin Watier) : Pierre
- Joe Wredden (V. Q. : Tristan Harvey) : Judas
- Sebastian Knapp (V. F. : Joachim Salinger ; V. Q. : Patrick Chouinard) : Jean
- Amber Rose Revah (V. F. : Anne Broussard ; V. Q. : Mélanie Laberge) : Marie la Magdaléenne
- Matthew Gravelle (V.F. : Jérôme Wiggins ; V. Q. : Pierre-Étienne Rouillard) : Thomas
- Paul Marc Davis (V. Q. : Tristan Harvey) : Simon
- Simon Kunz (V. Q. : Denis Mercier) : Nicodème
- William Houston : Moïse

## Production
Le film est tiré de la série La Bible, qui est adaptée de la traduction biblique New International Version, une traduction chrétienne évangélique .

## Diffusion
En 2014, le producteur Mark Burnett s'est associé avec l'ONG Compassion International pour promouvoir le film .

## Réception

### Box-office
Le film a rapporté 59,7 millions de dollars en Amérique du Nord et 8,1 millions de dollars dans d'autres territoires pour un total mondial de 67,8 millions de dollars, pour un budget de production de 22 millions de dollars.

### Critiques, polémiques et censure
La Bible, mini-série dont Son of God est tiré, a été critiquée par des blogueurs américains car le Diable de la série, interprété par l'acteur Mehdi Ouazanni, ressemblerait à Barack Obama, ex président des États-Unis. Pour ne pas attirer les polémiques, le personnage du Diable est censuré du film.
En outre, Diogo Morgado, un ancien mannequin devenu acteur dans des soap au Portugal, l'acteur interprétant Jésus, est jugé trop "séduisant" par certains critiques de cinéma.